# Футроно
Футроно (исп. Futrono) — город  в Чили. Административный центр одноимённой коммуны. Население — 6603 человека (2002).   Город  и коммуна входит в состав провинции Ранко и области Лос-Риос.
Территория коммуны —  2.120,60  км². Численность населения — 15.670  жителей (2007). Плотность населения — 7,39 чел./км².

## Расположение
Город  расположен в 78 км на юго-восток от административного центра области города Вальдивия и в 62 км на северо-восток от административного центра провинции  города Ла-Унион.
Коммуна граничит:
- на севере — c коммуной Лос-Лагос
- на северо-востоке — c коммуной Пангипульи
- на востоке — с провинцией Неукен (Аргентина)
- на юге — c коммуной Лаго-Ранко
- на юго-западе — c коммуной Ла-Уньон
- на западе — c коммуной Паильяко

## Демография
Согласно сведениям, собранным в ходе переписи Национальным институтом статистики,  население коммуны составляет 15.670  человек, из которых 7.927  мужчин и 7.743  женщины.
Население коммуны составляет 4,19 % от общей численности населения области Лос-Риос. 33,68 %  относится к сельскому населению и 66,32 % — городское население.

### Важнейшие населенные пункты коммуны
- Футроно (город) — 6603 жителя
- Нонтуэла(поселок) — 1048 жителей